# ВК Београд
Ватерполо клуб Београд је ватерполо клуб из Београда, Србија. Основан је 1978. године, а тренутно се такмичи у Првој A лиги Србије.

## Историја
Клуб је основан 1978. године. Београд је крајем осамдесетих година 20. века постао друголигаш у СФРЈ, а крајем деведесетих прволигаш, сада већ у лиги СР Југославије.
У сезони 2008/09. клуб је по први пут учествовао у неком европском такмичењу, ЛЕН Трофеју, другом по јачини такмичењу ЛЕН-а, где је успео да прође прва два кола по групама, али је поражен у двомечу осмине финала од руског Синтеза из Казања са 10:6 и 11:6.
Најбољи резултат у лигашким такмичењима клуб је постигао у сезони 2009/10. када је освојио треће место, прво је у регуларном делу сезоне заузео треће место, да би то потврдио и у мечу плеј-офа за треће место где је победио ВК Ниш са 2:1 у победама. У сезони 2012/13. Београд је заузео последње девето место у Првој А лиги и испао у нижи ранг.Међутим, одлуком ВСС је враћен у елитни ранг где се и данас такмичи.

## Тренутни састав
1. Милан Булајић
2. Милош Радић
3. Страхиња Максимовић
4. Петар Жутић
5. Борис Ичагић
6. Марко Бановић - капитен
7. Лука Бероња
8. Драгољуб Марјановић
9. Угљеша Ацковић
10. Алекса Цветковић
11. Никола Вуксановић
12. Ђорђе Станић
13. Никола Узелац
14. Лука Боровићанин
15. Милош Петровић
16. Владимир Казанскии
17. Урош Кокановић
18. Алекса Костић
19. Илија Станошевић
20. Никола Цинцар
21. Матеја Гаврилов

## Истакнути бивши играчи
- Марко Матовић
- Марко Петковић (ватерполиста)
- Виктор Рашовић
- Страхиња Рашовић
- Слободан Соро
- Немања Убовић
- Дејан Удовичић
- Дарко Удовичић